# Bey, Ain
Bey är en kommun i departementet Ain i regionen Auvergne-Rhône-Alpes i östra Frankrike. Kommunen ligger  i kantonen Bourg-en-Bresse som ligger i arrondissementet Bourg-en-Bresse. Kommunens areal är 2,77 km². År 2022 hade Bey 290 invånare.

## Befolkningsutveckling
Antalet invånare i kommunen Bey
Referens: INSEE